# Joseph Pierre Henri Boulay
Pour les articles homonymes, voir Boulay.
Joseph Pierre Henri Boulay dit Boulay du Var est un homme politique français né le 10 janvier 1787 à Grasse (Alpes-Maritimes), commune où il est mort le 11 mars 1872.

## Biographie
Joseph Pierre Henri Boulay naît le 10 janvier 1787 à Grasse. Il est le fils d'Honoré Antoine Joseph Boulay, négociant, et de son épouse, Catherine Clérion. Il épouse le 1er octobre 1823 à Grasse Marie Marguerite Isnard, fille de François-André Isnard, avocat et consul. Sa sœur Virginie Boulay est l'épouse d'Antoine Joseph Courmes, ces derniers sont les arrière-grands-parents du chef d'escadrons Marcel Courmes.
Négociant à Grasse, il est député du Var de 1839 à 1846, siégeant dans la majorité soutenant les ministères de la Monarchie de Juillet.
Il meurt le 11 mars 1872 à Grasse.

### Sources et bibliographie
- « Joseph Pierre Henri Boulay », dans Adolphe Robert et Gaston Cougny, Dictionnaire des parlementaires français, Edgar Bourloton, 1889-1891 [détail de l’édition]
- Joseph-Alexandre Lardier, Biographie des députés. Session de 1839 (Nouvelle législature), Paris, Pagnerre, 1839, 310 p.